# Arthur Hill
Arthur Hill, né le 1er août 1922 à Melfort en Saskatchewan au Canada et mort le 22 octobre 2006 à Pacific Palisades en Californie aux États-Unis, est un acteur canado-américain.

## Biographie

### Jeunesse
Arthur Hill est né le 1er août 1922 à Melfort en Saskatchewan au Canada.

### Carrière
Arthur Hill débute à Broadway et obtient son premier succès dans la pièce de théâtre Qui a peur de Virginia Woolf ?, pour laquelle il obtint un Tony Award.
Solide acteur de second rôle, il joue au cinéma aux côtés de Paul Newman dans le film Détective privé en 1966, de Gregory Peck dans L'Homme le plus dangereux du monde en 1969 et dans le film de Sam Peckinpah, Tueur d'élite en 1975.
Mais son rôle le plus connu est celui du Docteur Jeremy Stone dans le film de Robert Wise, Le Mystère Andromède.
Il fait également plusieurs apparitions dans des séries télévisées comme Alfred Hitchcock présente, Mission impossible, Les Envahisseurs, La Petite Maison dans la prairie ou Arabesque.

### Mort
Arthur Hill meurt le 22 octobre 2006 à Pacific Palisades en Californie aux États-Unis à l'âge de 84 ans, des suites de la maladie d'Alzheimer.

## Filmographie partielle
- 1959 : Alfred Hitchcock présente (TV) : 1 épisode
- 1960 : Alfred Hitchcock présente (TV) : 1 épisode
- 1961 : Les Blouses blanches (The Young Doctors)
- 1962 : Les Incorruptibles (TV) : 1 épisode
- 1963 : Dans la douceur du jour (In the Cool of the Day)
- 1963 : Le Vilain Américain (The Ugly American)
- 1966 : Mission impossible (TV) : 1 épisode
- 1966 : Détective privé (Harper)
- 1967 : Les Envahisseurs (TV) : épisode (les sangsues/the leeches) : Warren Donoghan
- 1967 : Le Fugitif (TV) : 1 épisode
- 1968 : Petulia (Petulia)
- 1969 : L'Homme le plus dangereux du monde (The Chairman)
- 1971 : The Pursuit of Happiness de Robert Mulligan : John Popper, le père de William
- 1971 : Le Mystère Andromède (The Andromeda Strain)
- 1975 : Tueur d'élite (Killer Elite)
- 1976 : Les Rescapés du futur (Westworld)
- 1976 : La Petite Maison dans la prairie (TV) : 2 épisodes
- 1977 : Un pont trop loin (A Bridge too Far)
- 1979 : Le Champion (The Champ)
- 1979 : I love you, je t'aime (A little romance)
- 1980 : Revenge of the Stepford Wives de Robert Fuest (TV)
- 1981 : L'Homme de Prague (The Amateur)
- 1982 : Making Love, d'Arthur Hiller : Henry
- 1983 : La Foire des ténèbres (Something wicked comes this way) : le narrateur
- 1984 : Arabesque (TV) : 4 épisodes (de 1984 à 1990)
- 1990 : Columbo :  Votez pour moi (Columbo:Agenda for Murder) (TV)